# Riksväg 444
Riksväg 444 (norska: Riksvei 444) är en riksväg i Sandnes kommun i Rogaland fylke i sydvästra Norge som går mellan fylkesväg 44 vid byn Skjæveland och Europaväg 39 vid staden Sandnes. Vägen är 6,7 kilometer lång och asfalterad.

## Anslutningar
Riksväg 444 ansluter till:
- Fylkesväg 44 (vid Skjæveland)
- Fylkesväg 505 (vid Skjæveland)
- Fylkesväg 334 (vid Sandnes)
- Europaväg 39 (vid Sandnes)